# Lilium 'Donato'
Lilium 'Donato' — сорт лилий из группы ОТ-гибриды VIII раздела по классификации третьего издания Международного регистра лилий.
Происхождение не раскрыто.

## Биологическое описание
Стебли 1.4—2.05 м высотой, зелёного цвета с тёмными отметинами.
Листья 170—230×35—45 мм.
Цветки 250 мм шириной, ароматные.
Лепестки загнутые, умеренно пурпурно-красные, края с фиолетовым оттенком, горло желтовато-белого цвета, 160×40—70 мм, края слегка волнистые.
Нектарники жёлто-зелёные.
Пыльца тёмная, красновато-оранжевая.

## В культуре
Lilium 'Donato' используется, как декоративное садовое растение, а также для срезки.
Зоны морозостойкости: 4—8.
В Московской области с середины сентября до устойчивых заморозков рекомендуется укрывать посадки полиэтиленовой плёнкой для защиты от чрезмерных осадков. Подсушенная таким образом почва — основа правильной зимовки ОТ-Гибридов в средней полосе России. Необходимы 3-4 подкормки минеральными удобрениями с начала периода распускания листьев до цветения. Навоз применять не рекомендуется.
Почву, особенно в Черноземье и южнее, желательно мульчировать. На зиму посадки рекомендуется укрывать хвойным опадом.